# Campeonato Europeo de Patinaje Artístico sobre Hielo de 2010

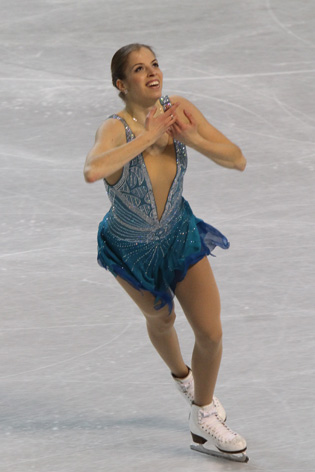
Carolina Kostner en el Campeonato Europeo de Patinaje Artístico en 2010.

El CI Campeonato Europeo de Patinaje Artístico sobre Hielo se realizó en Tallin (Estonia) del 19 al 24 de enero de 2010. Fue organizado por la Unión Internacional de Patinaje sobre Hielo (ISU) y la Unión Estonia de Patinaje sobre Hielo.
Las competiciones se efectuaron en el pabellón deportivo Saku Suurhall de la capital estonia.

## Países participantes
Participaron en total 176 patinadores (38 hombres, 42 mujeres, 21 parejas y 27 parejas de danza en hielo) de 38 países europeos afiliados a la ISU.
| - Alemania (9) - Armenia (1) - Austria (4) - Azerbaiyán (3) - Bélgica (3) - Bielorrusia (6) - Bosnia y Herzegovina (1) - Bulgaria (4) - Croacia (2) | - Dinamarca (3) - Eslovaquia (6) - Eslovenia (2) - España (2) - Estonia (6) - Finlandia (6) - Francia (13) - Georgia (3) - Grecia (5) - Hungría (7) | - Irlanda (1) - Israel (6) - Italia (15) - Letonia (2) - Lituania (2) - Luxemburgo (1) - Montenegro (1) - Noruega (1) - Países Bajos (2) - Polonia (3) | - Reino Unido (11) - República Checa (5) - Rumania (2) - Rusia (17) - Serbia (1) - Suecia (3) - Suiza (6) - Turquía (3) - Ucrania (8) |

## Resultados

### Masculino
| Puesto | Nombre                | País    | Puntos |
| ------ | --------------------- | ------- | ------ |
| Oro    | Yevgueni Pliúshchenko | Rusia   | 255,39 |
| Plata  | Stéphane Lambiel      | Suiza   | 238,54 |
| Bronce | Brian Joubert         | Francia | 236,45 |

### Femenino
| Puesto | Nombre               | País      | Puntos |
| ------ | -------------------- | --------- | ------ |
| Oro    | Carolina Kostner     | Italia    | 173,46 |
| Plata  | Laura Lepistö        | Finlandia | 166,37 |
| Bronce | Elene Gedevanishvili | Georgia   | 164,54 |

### Parejas
| Puesto | Nombre                            | País     | Puntos |
| ------ | --------------------------------- | -------- | ------ |
| Oro    | Yuko Kavaguti / Aleksandr Smirnov | Rusia    | 213,15 |
| Plata  | Aliona Savchenko / Robin Szolkowy | Alemania | 211,72 |
| Bronce | Mariya Mujórtova / Maksim Trankov | Rusia    | 202,03 |

### Danza en hielo
| Puesto | Nombre                             | País   | Puntos |
| ------ | ---------------------------------- | ------ | ------ |
| Oro    | Oksana Dómnina / Maksim Shabalín   | Rusia  | 199,25 |
| Plata  | Federica Faiella / Massimo Scali   | Italia | 195,86 |
| Bronce | Yana Khokhlovska / Sergei Novitski | Rusia  | 189,67 |

## Medallero
| Núm. | País      | Oro | Plata | Bronce | Total |
| ---- | --------- | --- | ----- | ------ | ----- |
| 1    | Rusia     | 3   | 0     | 2      | 5     |
| 2    | Italia    | 1   | 1     | 0      | 2     |
| 3    | Alemania  | 0   | 1     | 0      | 1     |
| 3    | Finlandia | 0   | 1     | 0      | 1     |
| 3    | Suiza     | 0   | 1     | 0      | 1     |
| 6    | Francia   | 0   | 0     | 1      | 1     |
| 6    | Georgia   | 0   | 0     | 1      | 1     |
|      | TOTAL     | 4   | 4     | 4      | 12    |